# Mala Cikava
Mala Cikava je naselje v Občini Novo mesto. 
Vas je leta 1948 imela 7 hiš. Leta 1955 so njeni prebivalci dobili elektriko.